# Bactrocera nigrifacies
Bactrocera nigrifacies
 es una especie de insecto díptero que Tokuichi Shiraki describió científicamente por primera vez en 1933. Esta especie pertenece al género Bactrocera de la familia Tephritidae. Esta especie como plaga agrícola ha sido atacada por los agricultores en Taiwán.